# Pelargonium coronopifolium
Pelargonium coronopifolium là một loài thực vật có hoa trong họ Mỏ hạc. Loài này được Jacq. mô tả khoa học đầu tiên.